# Il commissario Schumann
 Il commissario Schumann (Der Kriminalist) è una serie televisiva tedesca di genere poliziesco prodotta dal 2006 dalla Monaco Film. Protagonista, nel ruolo del commissario Bruno Schumann, è l'attore Christian Berkel; altri interpreti principali sono Frank Giering, Maya Bothe, Janek Rieke e Anna Blomeier.
Della serie sono state prodotte 10 stagioni, per un totale di 70 episodi.
In Germania, la serie viene trasmessa dall'emittente ZDF.. Il primo episodio, intitolato Am Abgrund, fu trasmesso in prima visione l'8 dicembre 2006.
In Italia, la serie viene trasmessa da Rete 4, che ha iniziato a trasmettere gli episodi a partire dalla sesta stagione giovedì 25 giugno 2015.

## Descrizione
Protagonista della serie è un poliziotto di Berlino, il Commissario Capo Bruno Schumann, che, assieme alla sua squadra, si occupa della soluzione di vari casi di omicidio.
Lo stesso Schumann, che è separato dalla moglie Charlotte e ha una relazione con Lara Solov'ëv, il procuratore generale, ha subito nel corso della sua vita una grave perdita, quella della figlia.

## Episodi
| Stagione            | Episodi | Prima TV Germania | Prima TV Italia |
| ------------------- | ------- | ----------------- | --------------- |
| Prima stagione      | 6       | 2006              | inedita         |
| Seconda stagione    | 8       | 2007              | inedita         |
| Terza stagione      | 8       | 2008              | inedita         |
| Quarta stagione     | 8       | 2009              | inedita         |
| Quinta stagione     | 8       | 2010              | inedita         |
| Sesta stagione      | 7       | 2011              | 2015            |
| Settima stagione    | 5       | 2012              | 2015            |
| Ottava stagione     | 4       | 2013              | 2015            |
| Nona stagione       | 8       | 2013              | 2015-2016       |
| Decima stagione     | 8       | 2014              | 2016            |
| Undicesima stagione | 6       | 2015              | inedita         |